# Nakuru County
Nakuru County is een county en voormalig Keniaans district. Het district telt 1.187.039 inwoners (1999) en heeft een bevolkingsdichtheid van 164 inw/km². Ongeveer 18,5% van de bevolking leeft onder de armoedegrens en ongeveer 39,0% van de huishoudens heeft beschikking over elektriciteit. 
Een belangrijke instelling voor hoger onderwijs in het district is Egerton University, een openbare universiteit die in de stad Njoro ligt.

## Bezienswaardigheden
Nakuru County is de thuisbasis van Lake Nakuru, Lake Elmenteita en Lake Naivasha, enkele van de sodameren van de Rift Valley. Lake Nakuru is vooral bekend om de duizenden, soms miljoenen flamingo's die langs de oevers nestelen. Het oppervlak van het ondiepe meer is vaak nauwelijks herkenbaar door de voortdurend bewegende massa van roze. Het aantal flamingo's op het meer varieert met de water- en voedselomstandigheden, en het beste uitkijkpunt is vanaf Baboon Cliff. Ook interessant is een gebied van 188 km rond het meer dat is omheind als een reservaat om de Rothschild-giraffe en zwarte neushoorns te beschermen.
Andere bezienswaardigheden rond Nakuru zijn de Menengai-krater, een uitgedoofde vulkaan van 2.490 m (8.167 ft) hoog, en het Nakuru National Park, dat een natuurreservaat is. De uitzichten op de krater zelf, evenals het omliggende platteland, zijn spectaculair.
Het Hyrax Hill-prehistorische terrein, ontdekt door de Leakeys in 1926, wordt beschouwd als een belangrijke locatie uit het Neolithicum en de IJzertijd. Het bijbehorende museum toont vondsten van verschillende nabijgelegen opgravingen.
De op een na grootste nog bestaande vulkanische krater ter wereld, de Menengai Crater, ligt op 2500 meter boven zeeniveau op het hoogste punt. De krater daalt 500 m af vanaf de rand en de top is te voet of per voertuig bereikbaar, 8 km vanaf de hoofdweg. De berg wordt ook omringd door een natuurreservaat.
Het Rift Valley Institute of Science and Technology is een toeristische attractie. Dit grote instituut werd in 1979 opgericht door de leiders en de bevolking van de Rift Valley.
1. ↑  (en) Hyrax Hill Museum – National Museums of Kenya. Geraadpleegd op 7 juni 2023.
2. ↑  (en) Menengai Crater | Kenya Safari Tour Destinations | Explore Kenya. Lake Nakuru National Park (2 september 2020). Geraadpleegd op 24 oktober 2022.